# 固着性
固着性（こちゃくせい）とは、生物の体が基盤の上に固定されている状態で生活する性質のことである。特に動物の場合にこの言葉を使うことが多い。

## 固着性の生物
固着性というのは、何等かの方法で、生物の体が基盤上にくっつき、少なくとも簡単に移動できないような状態でその位置を固定され、移動せずに生活する性質のことを言う。
植物界に属するもの、および藻類でも大型のものは、基本的に固着性である。彼らは光合成によって栄養を得ることができ、そのために運動性を失った上で、その方向に進化してきたと考えられるので、それをあえて固着性ということはまずない。小型藻類においては、プランクトンや特別な付着器をもたないものもあるので、固着性のものをそのように呼ぶ場合もあるが、固着性のものと、そうでないものでは、付着器の有無以外に、取り立てて大きな違いは見られない。菌類も、接触した有機物を分解吸収するので、基本的に固着性である。
固着性の生活が特別な意味を持つのは、動物及び動物的栄養摂取を行う生物においてである。以下、動物を中心に述べる。

## 固着性動物の構造
動物は“動く物”であるから、固着性の動物は“動かない動物”であり、古くは動物と認められなかった時代もある。それらが動物であると認められるようになったのは、比較解剖学と無脊椎動物学の発達による。
固着性の動物はそれほど珍しい存在ではない。海綿動物門、内肛動物門、外肛動物門などはほぼ全種が固着性である。他にも固着性のものを含む動物門は多い。また、棘皮動物門のものは、祖先が固着性で、二次的に移動できるようになったものと考えられている。固着性の動物は、大部分が海産である。
固着の仕組みを見ると、完全に一定の位置に固定されて、移動が不可能なものから、多少の移動が可能なものなどさまざまである。フジツボは岩の上に完全に固定されている。イソギンチャクは肉体で吸着しており、移動は可能であるが、通常は時速2cm程度の移動速度しか持たず、好適な場所に定着すれば、固着性と差がない。体が固定されていなくても、棲家が完全に固定されていれば、固着性と見なせる場合もある。たとえばゴカイ類においては、カンザシゴカイは石灰質の棲管を作り、その棲管は岩の上などに固定されて動けない。体は棲管から抜け出ても死ぬことはないが、移動することも、新たに棲管を作ることもない。ちなみに、ケヤリムシでは泥を固めた棲管を作るので、作り直しもするし、フサゴカイなどは小石を集めて棲管を作り、虫体はそこから抜け出して移動することもできる。これらは固着性と自由に移動する型との中間的なものである。

## 固着性の生活
動物が移動能力を持つのは、餌を取らなければならないからである。つまり、固着性の動物は、移動せずに餌を取らなければならない。
栄養の面から固着性動物を見ると、大きく二つの形がある。
一つは、寄生性のもので、宿主の体の上に自分の体を固定するものである。魚類の体表面に寄生するイカリムシや植物体表面に寄生するカイガラムシなどがその例である。ただし、動物の体表に体を固定する寄生虫を固着性ということは少ない。
もう一つは、触手など、獲物を捕らえる仕組みを持つものである。代表的なのは、イソギンチャクなど刺胞動物に見られる。触手に毒があって、かなり大型の動物も捕らえることができる。しかし、それより多く見られるのは、海産の固着性動物の多くがそうであるが、プランクトンやデトリタスを摂食するものである。触手を広げたり、水を吸い込んで鰓で濾過したりという形で、水中に漂う小動物や有機物微粒子を拾い集めて餌とする生活である。特に海洋生態系においては、植物遺体や動物遺体、排泄物等は水中で分解され、有機物微粒子となる量が多く、物質循環の中で大きな位置を占める。それを餌とする動物も当然ながら多い。海においては、岩や海藻などの表面に、一面に動物が付着しており、その多くがこの型に入る。鰓で微粒子を濾し取って食べるものを濾過摂食者といったりもする。また、鰓で濾し取るにせよ、触手を広げるにせよ、それらの表面に繊毛を持ち、粘液を分泌してそこに微粒子を吸着させ、繊毛で口に送り込んで食べるものが多く、このやり方を繊毛粘液摂食という。
さらに造礁サンゴやシャコガイでは、体内に褐虫藻を共生させ、その光合成産物を受け取ることもしている。
海の生態系、特に海岸や浅海においては、固着性の生物は大きな比重を占める。岩礁海岸の潮間帯では、海藻と共に固着性動物の帯状分布が顕著に観察され、よく研究の対象になっている。

## 固着性と進化
固着性動物には、その体の形に一定の共通した進化の傾向があるようである。
- 一つは、定義上当然のことながら、運動器官の退化である。同時に、固着のための構造が発達する。

- また、体の構造から左右対称性が失われ、放射相称になる傾向がある。特に、触手を広げる型のものでその傾向が強い。触手を体の一部から発達させる場合、触手を大きく広げた方がいいから、どうしても放射状に広げる形になりやすい。口は触手の基部に位置することになる。また、体の反対側で基盤上に固定することから、肛門も上に開き、口のそばに来るものがよくある。このような体の構成は、刺胞動物、外肛動物、内肛動物、蔓脚類などにほぼ共通している。

- 無性生殖によって増え、群体を形成するものがよく見られる。

## 代表的動物群
- 原生生物
  - 太陽虫類 - ごく一部
  - 有孔虫類 - ごく一部
  - 繊毛虫類 - ツリガネムシ類、吸管虫類など
  - えり鞭毛虫類 - 少数あり
- 動物界
  - 海綿動物門 - ほぼ全部
  - 刺胞動物門 - サンゴ、イソギンチャク、ヒドラ、ポリプ（クラゲの幼生）
  - 有櫛動物門 - コトクラゲ
  - 輪形動物門 - マルサヤワムシなど
  - 外肛動物門 - コケムシ類ほぼ全部
  - 内肛動物綱 - スズコケムシなど、ほぼ全部
  - 腕足動物門 - ホオズキガイなど
  - 環形動物門 - 多毛類のカンザシゴカイなど
  - 軟体動物門
    - 二枚貝類
      - 足糸で固定 - イガイ類、アコヤガイなど
      - 片方の殻が基盤に癒着 - カキ、キクザルガイなど
      - 岩石などに孔を掘ったりくぼみを作ってはまり込む - シャコガイ類、ニオガイ類など

    - 巻き貝類
      - 殻の口を上に向け、粘液を分泌して網を作る - オオヘビガイ
      - より大きい貝の上に固着生活、排泄物などを喰う - キクスズメガイ
- 節足動物門
  - 甲殻綱蔓脚類 - フジツボ、カメノテ、エボシガイなどほぼ全部
  - 昆虫綱のカイガラムシ類
- 棘皮動物門 - ウミユリ類と、ナマコのごく一部
- 半索動物門 - フサカツギ類
- 脊索動物門 - 尾索綱のホヤ類全部

## 人間とのかかわり
海産の固着性動物は、他のものが付着していない表面があれば、直ちに付着し、短期間でその面を埋め尽くす。これが船の底につくと、水流に対する抵抗が強くなり、船足が確実に落ちる。そのため、定期的な船底の掃除や、喫水線への防汚塗装は、船の管理の上では重要な作業である。また、養殖の生け簀の場合、網にくっついて水の出入りが悪くなり、場合によっては魚の健康に支障を来す。
これらに対する対策のため、船底や養殖の網に対して、重金属や薬剤の含まれた塗料などが工夫されたこともある。しかし、これらの成分による海洋汚染も懸念される。
また、船舶物流の発達に伴い世界中を行き来する現代において、これらの固着性動物の生態系の凡世界的分布化が進んでいる。また、そこから各地の海岸生物相の撹乱が起きていることも報告されている。